# سيمون أوتوني
سيمون أوتوني (بالإنجليزية: Simon Uutoni)‏ هو لاعب كرة قدم ناميبي في مركز الدفاع، ولد في 10 فبراير 1970 في ناميبيا.

## وصلات خارجية
- سيمون أوتوني على موقع الاتحاد الدولي (مؤرشف)  (الإنجليزية)
- سيمون أوتوني على موقع قاعدة بيانات كرة القدم.إي يو (الإنجليزية)
- سيمون أوتوني على موقع ناشيونال فوتبول تيمز (الإنجليزية)